# Мирт
Мирт (лат. Mȳrtus) — род вечнозелёных древесных растений с белыми пушистыми цветками, содержащими эфирные масла, семейства Миртовые (Myrtaceae).
Миртом прежде называли также венок из цветущих побегов такого дерева или его ветвь — символ тишины, мира и наслаждения.

## Происхождение слова
Слово мирт(а) заимствовано непосредственно из греческого языка или через посредство латинского языка во второй половине XVII века. Впервые отмечается, по-видимому, в форме миртия в «Проскинитарии мест святого града Иерусалима» в 1686 году. («…кромѣ маслинъ … имать финики, мѵртіи, кипариссы…»). Сравни также в форме прилагательного мѣртова — «миртовая», фиксируемого в Геннадиевской Библии 1499 года. В форме женского рода мирта отмечается в Лексиконе Вейсмана 1731 года, в Словаре АР 1789 года даётся в форме мужского и женского рода: мирт и мирта. Колебания в роде отражены и последующими словарями; вплоть до последнего времени словари приводят обе формы. Возможно, форма женского рода свидетельствует о заимствовании из греческого языка, в латинском языке это слово мужского рода.
Впервые он был описан шведским ботаником Линнеем в 1753 году.
Латинское myrtus «мирта, южное вечнозелёное растение, содержащее в листьях эфирное масло» — из греческого языка, где μύρτος «мирт» — производное от μυρρα «мирра, жидкое благовоние», которое имеет соответствие в семитских языках.

## Ботаническое описание
Мирт обыкновенный (Myrtus communis L.) — вечнозеленый кустарник или дерево высотой 3-5 м. Произрастает в Средиземноморском регионе, Макронезии, Западной Азии и на Индийском субконтиненте. Его также культивируют.
Листья кожистые, супротивные, на коротких черешках, тёмно-зелёные. Цветки мелкие, обоеполые, пазушные, одиночные, на тонких цветоножках, белые. Цветок опыляется насекомыми. Плоды — ягоды округлой или яйцевидной (эллиптической) формы, величиной с горошину, синевато-чёрной или белой окраски. В каждом плоде образуется до 15 семян. Также присутствует сорт с желто-янтарными ягодами. Семена разносятся птицами, которые поедают ягоды.

## Хозяйственное значение и применение
В листьях мирта содержится эфирное масло, которое использовали для приготовления благовоний. Мирт был знаком славы и благодеяний. Миртовый венок с розами в древности был любимым свадебным украшением.
При английском дворе миртовые венки и букеты обязательны при бракосочетании лиц королевской крови. Этот обычай был введён королевой Викторией (1819—1901), которая собственноручно посадила у себя в садах крошечную веточку мирта, взятую из свадебного букета своей дочери, выходившей замуж за германского императора. Отросток прижился, разросся в деревце, и позже Виктория всегда вкладывала сорванную с него веточку в свадебный букет своей очередной дочери или внучки. До сих пор в букете каждой невесты британского королевского дома обязательно присутствует миртовая ветка из королевского сада.

### Садоводство
Мирт обыкновенный широко культивируется как декоративное растение для использования в качестве кустарника в садах и парках. Его часто используют в качестве живой изгороди, так как его маленькие листья аккуратно срезаются.
При менее частой обрезке в конце лета у него появляется множество цветов. Для цветения требуется продолжительное жаркое лето и защита от зимних морозов .

### Косметология
Это растение помогает при ожогах, ранах и иных кожных заболеваниях. Оказывает тонизирующее и противогрибковое воздействие на кожу.
Косметика с использованием этого масла увлажняет и питает эпидермис, лечит проблемную кожу с угревой сыпью. Настой мирта поможет и при лечении герпеса. Для этого на пораженный участок наносится ватный диск, смоченный настоем;
```
Также эфирное масло:
```

- укрепляет волосы, улучшает их структуру;
- обладает антиоксидантными свойствами;
- выравнивает цвет кожи и придает ей здоровый вид;
- восстанавливает местный иммунитет кожи;
- снимает воспаления.
При глазных болезнях делают примочки из настоя мирта прямо на глаза, а также употребляют целебную настойку внутрь.

### Парфюмерия
Парфюмеры используют эфирное масло мирта для создания мужских композиций. Листья, цветки растения источают травяной горьковатый свежий аромат с нотками эвкалипта и камфоры.

### Кулинария
Мирт обыкновенный используется на островах Сардиния и Корсика для производства ароматного ликера под названием «Мирто́», путем его вымачивания в спирте. «Мирто́» является одним из самых типичных напитков Сардинии и выпускается в двух вариантах: «мирто россо» (красный), получаемый путём мацерации ягод, и «Мирто бьянко» (белый), получаемый из менее распространённых жёлтых ягод, а иногда и листьев. 
Многие средиземноморские блюда из свинины включают ягоды мирта, а жареного поросёнка часто фаршируют веточками мирта в брюшную полость, чтобы придать мясу ароматный вкус.
Ягоды, целые или молотые, использовались в качестве заменителя перца. Они вносят свой вклад в отличительный вкус некоторых сортах итальянской колбасы «Mortadella» и родственной американской колбасы «Bologna».
В Калабрии ветку мирта продевают через сушёный инжир, а затем запекают. Инжир приобретает приятный вкус благодаря эфирным маслам растения. Затем ими наслаждаются в течение зимних месяцев.

### Лекарственное применение
Эфирное масло мирта (Myrtus communis) сберегают в прозрачном стеклянном флаконе.
Листочки при растирании источают очень сильный запах, который напоминает аромат хвойного дерева. Это пахнет миртовое эфирное масло, содержащееся в листьях растения. Оно считается самым ценным для здоровья человека. Помимо этих масел мирт содержит флавоноиды, камфору, полифенолы, сапонины и другие вещества. Он убивает полностью все бактерии и вирусы вокруг себя, тем самым обеззараживая воздух в вашем доме. Это происходит благодаря тому, что его листья выделяют фитонциды, которые и уничтожают все бактерии. 5 капель масла мирта, растворенных в горячей воде – прекрасное средство для ингаляций при простудных заболеваниях.
Мирт, наряду с корой ивы, занимает второстепенное место в трудах Гиппократа, Плиния, Диоскорида, Галена и арабских писателей. Цельс предположил, что «соду в уксусе или ладан в миртовом масле и вине» можно использовать для лечения различных заболеваний кожи головы. Вполне возможно, что эффект мирта был связан с высоким уровнем салициловой кислоты.
Полезно для профилактики и лечения простудных заболеваний просто разжевать свежие листья мирта. Антимикробные свойства помогут убить болезнетворные бактерии.
```
Вещества, полученные из его листьев и ягод обладают антисептическими, иммуностимулирующими, успокаивающими и антивоспалительными свойствами, благотворно влияют на нервную систему. 
```

В некоторых странах, особенно в Европе и Китае, существует традиция применения при инфекциях носовых пазух. Систематический обзор растительных лекарственных средств, используемых для лечения риносинусита, пришёл к выводу, что недостаточно данных для проверки значимости клинических результатов. 

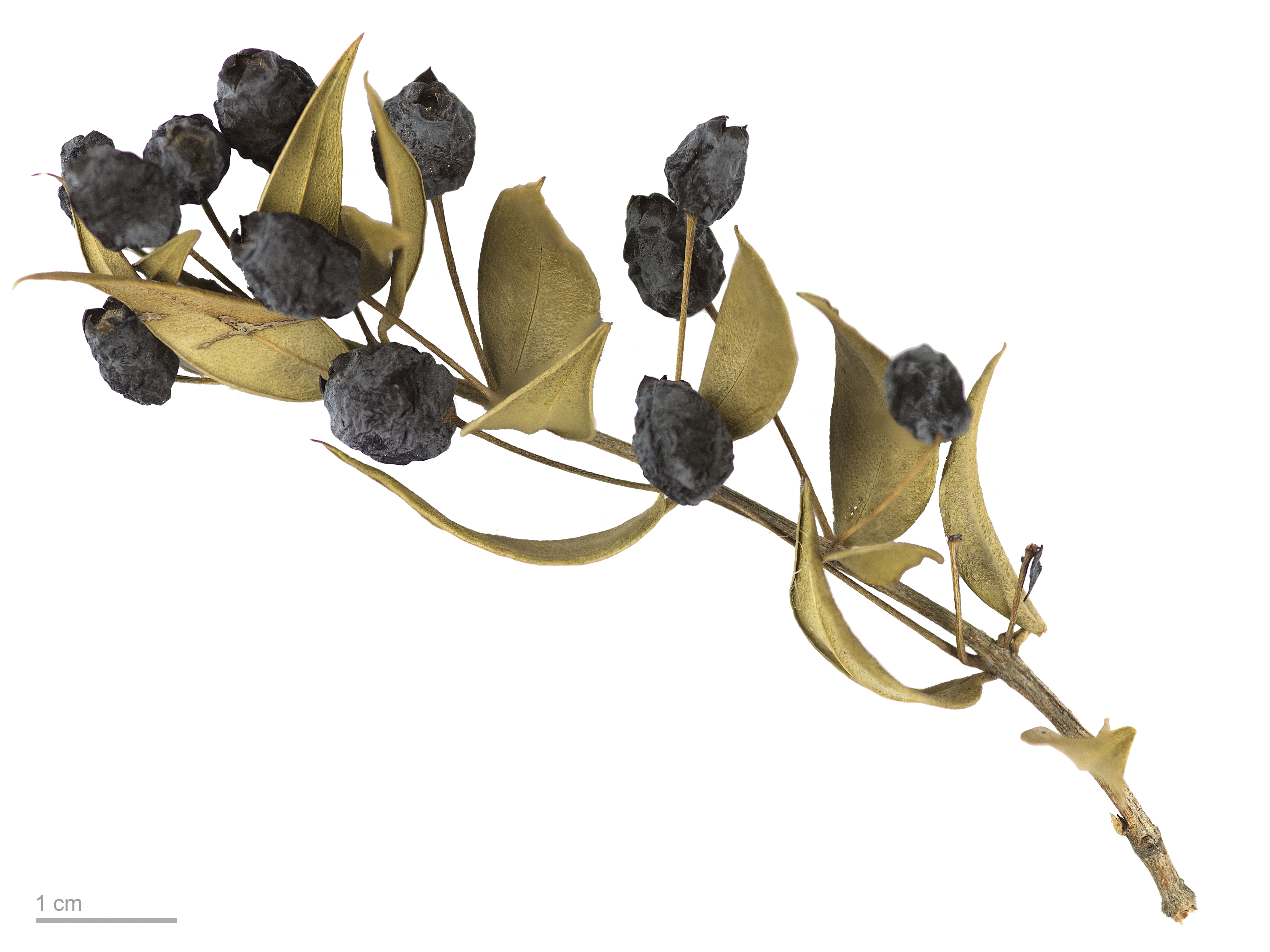
Плоды

## Мифология
В античную эпоху мирт был атрибутом богини Венеры и трёх её служанок — трёх граций.
В эпоху Возрождения вечнозелёный мирт стал символизировать вечную любовь, в особенности супружескую верность.
Само слово «мирт» — греческого происхождения. Легенда гласит, что нимфа Мирсина, которой любовалась и восхищалась сама Афина, победила эту верховную богиню Олимпа на состязаниях в беге. Зависть затмила восхищение любимицей, и Афина убила нимфу в отместку за задетое самолюбие. Но опомнившись, она ужаснулась и стала молить совет олимпийских богов, чтобы они оставили ей хоть какое-нибудь воспоминание о Мирсине. Боги сжалились, и из тела погибшей выросло изящное, как и сама нимфа, растение — мирт. По преданию, венком из мирта была увенчана Афродита во время знаменитого спора, благодаря чему Парис и отдал ей своё яблоко. С тех пор мирт стал любимым цветком богини любви и красоты, иногда она даже называла себя Миртеей. Вокруг храмов Афродиты высаживали множество миртовых кустов, а во время ежегодных празднеств в честь этой богини все украшались миртовыми венками.
От древних греков культ мирта перешёл к римлянам. Мирт неоднократно упоминается в Библии.
Мирт является одним из четырёх растений, которые евреям предписано брать в Праздник кущей.
Согласно древним арабским поверьям, мирт украшал райские сады, и когда первые люди были изгнаны из рая, Адам прихватил с собой веточку мирта, чтобы она напоминала людям об этих блаженных временах.

## Виды
По информации базы данных The Plant List, род включает 3 вида:
- Myrtus communis L. — Мирт обыкновенный
- Myrtus nivelii Batt. & Trab. — Мирт сахарский
- Myrtus phyllireaefolia (A. Rich.) Kuntze

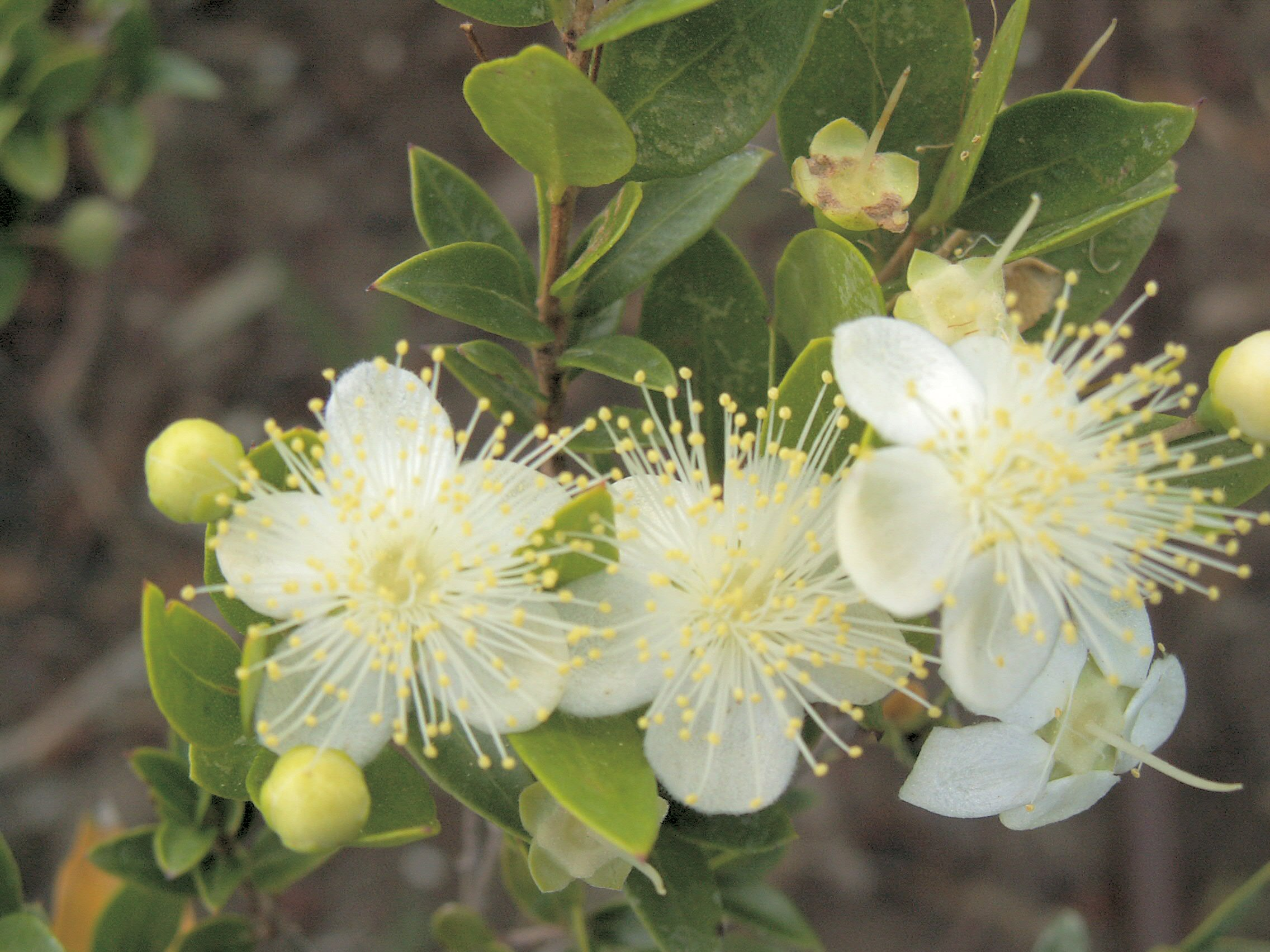
Цветущий белый мирт
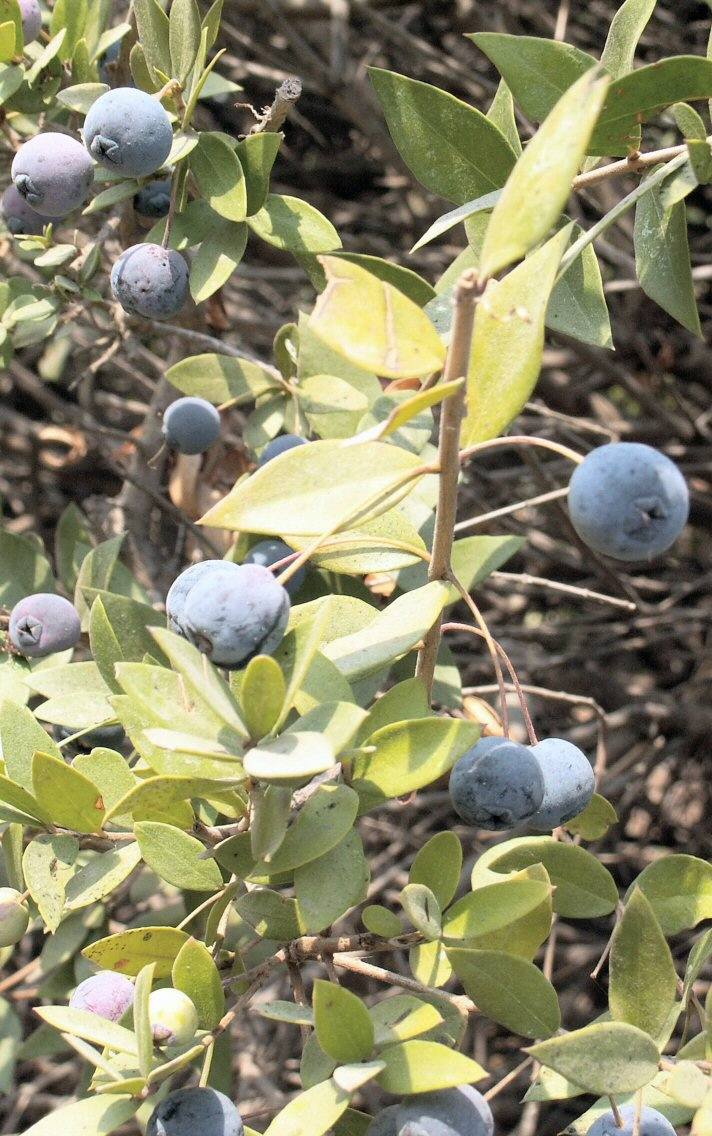
Плоды мирта